# موزه مردم‌شناسی قوچان
موزه مردم‌شناسی قوچان (موزه قوچان) موزه‌ای در شهر قوچان است که مساحتی در حدود ۳۰۰ متر مربع دارد و امروزه شامل بخش‌های موسیقی سنتی، کُشتی چوخه، چاروق دوزی، گلیم بافی، مراسم ازدواج عشایر، آهنگری و گله‌داری است.

## تاریخچه
بنای امروزی این موزه در سال ۱۳۵۵ ابتدا به عنوان رستوران شهرداری در قوچان احداث گردیده و در سال ۱۳۶۷ به سازمان میراث فرهنگی واگذار شد.
موزه در سال ۱۳۷۶ بنیان‌گذاری شده و در سال ۱۳۸۵ دوباره ساماندهی شد و از سوی شهرداری به اداره میراث فرهنگی، صنایع دستی و گردشگری واگذار شد.

## بخش‌های مختلف موزه
این موزه شامل بخش‌های مختلف ی می‌باشد که در زیر به برخی از آن‌ها اشاره می‌شود:

### کشتی با چوخه
کشتی چوخه یکی از انواع کشتی پهلوانی است که زادگاهش شهر قوچان بوده و در شمال خراسان رواج بسیاری دارد. این کشتی به مناسبت‌های مختلفی نظیر جشن‌ها و گردهمایی‌های قومی برگزار می‌گردد. در این کشتی حریفان آستین‌های پیراهن و پاچه‌های شلوارشان را اصطلاحاً ور می مالانند و به صاف یکدیگر می‌روند. به فرد پیروز در این هماوردها جوایزی ارزنده مانند یک راس گوسفند یا بز، وجه نقدی، کله قند، لوازم خانگی و … لا اهداء می‌گردد. این کشتی امروزه در میان اهالی چناران، قوچان، کلات، و درگز طرفداران بسیاری دارد. همچنین در سایر مناطق استان خراسان رضوی نظیر شهرستان فریمان گرفتن این نوع کشتی مرسوم است.

### ازدواج عشایر
تنوع رنگ پوشاک، مسابقهٔ کشتی، اسب دوانی، رقص چوب (چوب بازی)، نواختن ساز و دهل توسط عاشق‌ها و نیز رسومی که طی دو روز مراسم عروسی کردهای عشایر خراسان برگزار می‌گردد چشم هر بیننده‌ای را خیره می‌کند. برگزاری عروسی در میان عشایر منوط به پرداخت شیربها یا حق شیر به مادر عروس است. عروسی دو شبانه روز به طول می‌انجامد. شب اول را شب صلاح و مصلحت می‌نامند. اقوام سر منزل پدر داماد گرد می‌آیند و هریک انجام اموری را بر عهده می‌گیرند صبح روز بعد عده‌ای از جوانان رفته از میهمانان و هیزم چی‌ها استقبال می‌کنند. از سایر آدابی که در این مراسم به جا آورده می‌شود، حنابندان، رقص چوب، اسب دوانی، نار زند که در آن برادر گفتهٔ داماد چند تکه قند را به داماد دادهو داماد سعی می‌کند دو تکه قند را از روبرو به شانه‌های عروس بزند. پا زدند که اصطلاحاً به توقف عروس و پیاده شده او از اسب در برابر منزل داماد گفته می‌شود و پختن آبگوشت ودادن انعام به داماد است.

### گله داری
سرزمین قوچان به سبب دارا بودن کوهستانهای سرسبز و خرم نظیر شاه جهان، آق کمر، سنجربیک، پلته کاه، زیلان، گلول و غیره و بهره‌مندی از چراگاه‌های طبیعی بی نظیر، منطقه‌ای مناسب برای گله داری و دامداری به‌شمار می‌رود. شغل منحصر عشایر در این مناطق دامداری است. دامداران علاوه بر استفاده از گوشت احشام از پوست دباغی شدهٔ آنان پوستین‌های گرم و زیبایی می‌دوزند. همچنین از شیر دام‌ها فراورده‌های لبنی بسیاری نیز نظیر کرهٔ محلی، روغن زرد، پنیر، دوغ، مسکه و ماست تولید می‌نمایند که به مصرف اهالی منطقه می‌رسد. بخشی نیز از این فراورده‌ها به فروش می‌رسند تا از درآمد حاصله از فروش آنها، لوازم مورد نیازشان را خریداری کنند.

### موسیقی سنتی
موسیقی نواحی در شمال خراسان برگرته از باورها و اعتقادات قومیت‌های متفاوت در طول تاریخ بوده و می‌توان آن را در چهار نوع: مقامی کرمانجی، مقامی ترکی، موسیقی فارسی برری و تحلیل نمود.
از میان این موسیقی تنها کرمانجی، ترکی و فارسی میان اهل قوچان رایج است. نوازندگان موسیقی در قوچان را می‌توان بر اساس جایگاه و مرتبه‌ای که به لحاظ اجتماعی دارند به بخشی‌ها، عاشقها و لوطی‌ها طبقه‌بندی کرد.
همچنین سازهای رایج در موسیقی مقامی این خطه شامل دوتار، کمانچه، قوشمه، نی، دهل و سرنا است. از مقام‌های رایج در قوچان می‌توان به مقام لو، طرقه، اله مزار، هرای، امانه سوز، سردار عوض خان و رشید خان، نوایی، بیات گریلی، قره دلی و قره چه بایر اشاره کرد.

### چاروق دوزی
شاید ساخت پای‌افزارها یکی از قدیمی‌ترین مشاغلی باشد که آدمیان در طول تاریخ به آن پرداخته‌اند و چاروق دوزی از جملهٔ آن مشاغلند که در یکیاز غرفه‌های موزه به نمایش درآمده‌اند. صنعتگران چاروق دوز قوچانی در دوخت این گونه پای‌افزارها از چنان تبحری برخوردارند که شهرت شان در سراسر استان زبانزد است. چاروقها انواع و اشکال گوناگونی دارند. رویهٔ چاروق‌ها از چرم طبیعی ساخته شده‌است و سطح آن را به وسیلهٔ نخ‌های الوان با نقوش ساده هندسی تزیین می‌کنند. غالباً تحت این پاپوش‌ها را از چرم گاو میش یا چرخ ساغری می‌سازند که استحکام بیشتری دارند. ابزار چارقدوز متنوع و با کاربری‌های خاص می‌باشند که از میان آن‌ها می‌توان از قیچی، گزن، میخ کفاشی، چکش، سوزن‌های ویژه و نخ‌های الوان یاد کرد.

### گلیم بافی
در قوچان برای بافت گلیم عموماً از دارهای افقی و عمودی استفاده می‌کنند. ابزار کار گلیم بافان قوچانی که عمدتاً زنان می‌باشند مرکب اند از دفتین، کاره و قیچی.
در بافت گلیم معمولاً از نخ پشمی استفاده می‌شود. نقوشی که گلیم باف قوچانی بر این زیراندازها میافریند. بیشتر نقوش سادهٔ هندسی و کاها حیوانی و گیاهی است که از تنوع رنگ بی نظیری برخوردار ند یکی از غرفه‌ای موزهٔ قوچان به نمایش کارگاهی عشایری اختصاص یافته‌است که در ان گلیم بافان هنرمند به بافت این زیرانداز زیبا سرگرم‌اند.

### آهنگری
آهنگری یکی از مشاغل تاریخی در همی جوامع انسانی به‌شمار می‌رود. کشف فلز آهن و نحوه استفاده از آن انقلابی در سرنوشت انسان‌ها قلمداد شد. آهنگر خانه، مادر ساخت و تولید ابزار اولیه بشر محسوب می‌شدند. در این اماکن صنعتگر آهنگر انواع مصنوعات آهنی نظیری بیل، کلنگ، تیشه، میخ، گاو آهن، چهار شاخ، چاقو، زنجیر، چهار شاخ انبر، و قیچی‌های گوناگون را می‌سازد. ابزار و وسایلی که در آهنگری مورد استفاده قرار می‌گیرند عبارتند از: انبر زغال بردار، انبر کج، انبردشت، پتک، قلم، سندان سوهان، و گوره‌های سنتی که با استفاده از انبانی چرمی که تولیدکننده دم و بازدم است و باعث گداخته شدن زغال می‌شود کار می‌کند.

## انتقال آثار
در گذشته بیش از ۳۰ اثر خطی، تعدادی خمره قدیمی، و بسیاری اشیای تاریخی در این موزه قرار داشت که پس از ساماندهی دوبارهٔ موزه در سال ۱۳۸۵ از این موزه برداشته شد. به گفتهٔ رئیس اداره میراث فرهنگی و گردشگری شهرستان، «ضریب امنیتی موزه مردم‌شناسی با موزه نسخ خطی و باستان‌شناسی تفاوت دارد و دلیل اینکه در گذشته و قبل از سال ۱۳۸۵، اشیا و آثار فراوانی در موزه نگهداری می‌شد و امروزه فقط به موضوع مردم‌شناسی پرداخته شده، آن است که قبلاً گارد حفاظت در موزه حاضر بوده ولی اکنون یک نفر به عنوان راهنمای موزه مشغول فعالیت است.» و دیگر اشیا به انبار میراث فرهنگی شهرستان منتقل شده‌اند.
در واقع این موزه مکانی بوده‌است محدود برای معرفی غنای فرهنگی - تاریخی و جلوه‌هایی از مردم‌شناسی منطقه که اشیاء آن در فضای موزه به نمایش درآمده‌است. در مجموع اشیاء و اقلام موزه مزبور را باید در دو بخش مردم شناسی و عکس و اسناد و مکتوبات مطالعه و بررسی نمود که از جمله می‌توان به نمایش مدل‌های انسانی زن و مرد با لباسهای بومی، پوشاک محلی، آثار هزاره اول پیش از میلاد، ظروف مختلف، قرآن‌های خطی، مکتوبات و عکس‌های قدیمی از وضعیت قبلی قوچان اشاره کرد.

## آدرس
موزه مردم‌شناسی شهر قوچان در حاشیه میدان آزادی این شهر واقع است.